# Verwaltungsgemeinschaft Amorbach
Die Verwaltungsgemeinschaft Amorbach im unterfränkischen Landkreis Miltenberg wurde im Zuge der Gemeindegebietsreform am 1. Mai 1978 gegründet und zum 1. Januar 1980 bereits wieder aufgelöst.
Der Verwaltungsgemeinschaft hatten die Stadt Amorbach sowie die Marktgemeinden Kirchzell, Schneeberg und Weilbach angehört.